# Sévrier
Sévrier is een gemeente in het Franse departement Haute-Savoie (regio Auvergne-Rhône-Alpes) en telt 3905 inwoners (2004). De plaats maakt deel uit van het arrondissement Annecy, en werd in 2014 overgeheveld van Kanton Seynod naar Kanton Annecy-2

## Geografie
De gemeente ligt aan het Meer van Annecy. De oppervlakte van Sévrier bedraagt 12,6 km², de bevolkingsdichtheid is 309,9 inwoners per km².
De onderstaande kaart toont de ligging van Sévrier met de belangrijkste infrastructuur en aangrenzende gemeenten.

## Demografie
Onderstaande figuur toont het verloop van het inwonertal (bron: INSEE-tellingen).